# Airidas Videika
Airidas Videika, né le 12 juin 1994, est un coureur cycliste lituanien. Il participe à des compétitions sur route et sur piste.

## Biographie
En 2015, Airidas Videika termine septième du Grand Prix de Minsk et huitième du championnat de Lituanie sur route (deuxième meilleur espoir). L'année suivante, il rejoint l'équipe continentale lituanienne Staki-Baltic Vairas, avec laquelle il se classe notamment huitième du Grand Prix d'Oran. 
En novembre 2021, il devient champion de Lituanie de vitesse par équipes sur piste, aux côtés de ses compatriotes Aivaras Naujokaitis et Mantas Januškevičius,.

## Palmarès sur route

### Par année
- 2015
  - 2e du championnat de Lituanie sur route espoirs

### Classements mondiaux
| Année           | 2015 | 2016 |
| --------------- | ---- | ---- |
| UCI Europe Tour | 767e |      |
| UCI Africa Tour |      | 207e |

## Palmarès sur piste

### Championnats nationaux
- 2018
  - 2e du championnat de Lituanie de vitesse par équipes
- 2019
  - 2e du championnat de Lituanie de course par élimination
  - 2e du championnat de Lituanie de vitesse par équipes
- 2020
  - 2e du championnat de Lituanie de keirin
  - 2e du championnat de Lituanie de vitesse par équipes
  - 2e du championnat de Lituanie de vitesse
- 2021
  -  Champion de Lituanie de vitesse par équipes (avec Aivaras Naujokaitis et Mantas Januškevičius)